# Diocèse de Buffalo
Le diocèse de Buffalo (en latin : Dioecesis Buffalensis) est un territoire ecclésiastique de l'Église catholique romaine aux États-Unis qui a son siège à la cathédrale Saint-Joseph de Buffalo dans l'État de New York. 

## Historique

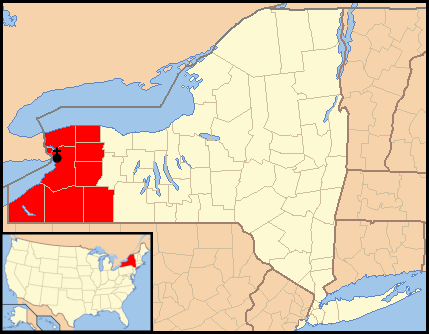
Localisation du diocèse.

Le diocèse de Buffalo a été érigé le 23 avril 1847, à partir de territoires issus du diocèse de New York au bord du lac Erié. Il regroupe les comtés d'Érié, Niagara, Genesee, Orleans, Chautauqua, Wyoming, Cattaraugus, et d'Allegany. Il comprend un tiers de l'État de New York.
Le diocèse de Rochester est formé en 1868 à partir des comtés orientaux du diocèse de Buffalo, plus quatre autres comtés en 1896.
Il est suffragant de l'archidiocèse de New York.

## Statistiques
- 1024 prêtres en 1976
- 694 992 baptisés en 2004 pour une population d'1 570 179 habitants
- 274 paroisses en 2004
- 513 prêtres en 2006
- 170 paroisses en 2011

## Ordinaires
- Liste des évêques de Buffalo

## Églises importantes
L’église principale du diocèse est la cathédrale Saint-Joseph de Buffalo.
On trouve aussi sur le territoire du diocèse trois églises reconnues comme sanctuaire national par la Conférence des évêques catholiques des États-Unis (dont deux basiliques mineures) :
- le sanctuaire Petite-Fleur de Buffalo[3] ;
- la basilique Notre-Dame-de-la-Victoire de Lackawanna[4] ;
- la basilique Notre-Dame-de-Fátima de Lewiston[5].

On y trouve également une (seule) autre basilique mineure, la basilique Sainte-Marie-des-Anges (en) d’Olean. Notons que la basilique Saint-Adalbert de Buffalo s’est vu retirer ce statut, chose assez rare.

## Abus sexuels
En octobre 2022, il est décidé  par la justice que les prêtres accusés d’abus sexuels seront surveillés par un contrôleur indépendant. Ces controleurs seront coordonnés par Kathleen McChesney, une ancienne haut responsable du FBI, celle-ci explique : « En faisant le choix de défendre les auteurs d’abus sexuels plutôt que les plus fragiles, le diocèse de Buffalo et ses responsables ont entamé la confiance des fidèles et provoqué chez beaucoup une crise dans leur foi ». Par ailleurs, Richard Joseph Malone (en), ancien évêque de Buffalo, et Edward M. Grosz (en), son auxiliaire, ne doivent plus assurer des responsabilités dans des œuvres de charité religieuses ou laïques dans l’État de New York.

## Source
- (en) Cet article est partiellement ou en totalité issu de l’article de Wikipédia en anglais intitulé « Roman Catholic Diocese of Buffalo » (voir la liste des auteurs).

### Articles liés
- Basilique Saint-Adalbert de Buffalo
- Église Saint-François-de-Sales de Buffalo